# Hibiscus martianus
Hibiscus martianus es un arbusto perteneciente a la familia Malvaceae. Es originaria de Norteamérica.

## Descripción
Es un pequeño arbusto perennifolio con hermosas flores de color rojo que comienzan a aparecer a principios de verano. Es tolerante a la sequía y nativa de las llanuras del Río Grande, Meseta Edwards y Oriental Trans Pecos, es adaptable a diferentes tipos de suelo, siempre y cuando estén bien drenados, pudriéndose en la arcilla pesada. En su hábitat natural se encuentra a menudo creciendo en la sombra bajo los arbustos espinosos, pero puede ser cultivado a pleno sol.

## Taxonomía
Hibiscus martianus fue descrita por (Joseph Gerhard Zuccarini y publicado en Linnaea 24: 193. 1851.
Etimología
Hibiscus: nombre genérico que deriva de la palabra griega: βίσκος ( hibískos ), que era el nombre que dio Dioscórides (40-90 d. C.)  a Althaea officinalis.
martianus: epíteto
Sinonimia
- Hibiscus cardiophyllus[3]